# أوسكار باستيور
أوسكار باستيور Oskar Pastior (ولد في 1927 في هرمانشتات – ومات في 2006 في فرانكفورت) شاعر ومترجم ألماني من أصل روماني.
درس اللغة الألمانية في جامعة بوخارست، ثم عمل محررا في القسم الناطق بالألمانية في الإذاعة الرومانية. وحين نشر ديوانه الأول بعنوان «كلمات مفتوحة» Offene Worte عام 1964 لقي نجاحا ولفت إليه الأنظار، وحصل على جائزتين أدبيتين في رومانيا.
وفي عام 1968 استغل باستيور منحة دراسية في فيينا للهرب إلى الغرب، وواصل الرحيل إلى ميونخ ومنها إلى برلين الشرقية حيث استقر فيها كاتبا حرا ومترجما. ومن الأعمال التي ترجمها أعمال للعديدين منهم فيليمير كليبنيكوف وتريستان تسارا.
مات باستيور في 4 أكتوبر 2006 أثناء معرض الكتاب الدولي في فرانكفورت. وفي 21 أكتوبر منحت له بعد وفاته جائزة جيورج بوشنر لعام 2006.
ومنذ عام 2007 يقام سنويا في هرمانشتات مسقط رأسه مهرجانا للشعر باسمه.
يعتبر باستيور من الرواد البارزين في القرن العشرين للشعر المعتمد على الإبهار اللغوي وفنية والكلمة. ويتأثر عمله بوضوح بالشعر الصوتي لحركة الدادية.
وقد أنشأت مؤسسة أوسكار باستيور جائزة باسمه بناء على وصيتهـ وتمنح لتشجيع الأدب التجريبي، وتقدر قيمتها المالية بحوالي 40 ألف يورو. ومنحت الجائزة للمرة الأولى عام 2010 من خلال حفل في دار بلدية برلين وقد منحت للكاتب أوسفالد إيجر.
جوائز حصل عليها:
- 1965 – الجائزة الأدبية من مجلة «الأدب الجديد» في بوخارست
- 1967 – جائزة الشعر من اتحاد الكتاب الروماني
- 1990 – جائزة هوجو بال
- 1993 – جائزة إرنست مايستر للشعر
- 1997 – جائزة هورست بينيك للشعر
- 2002 – جائزة إريش فريد
- 2006 – جائزة جيورج بوشنر (بعد وفاته)

من أعماله:
- كلمات مفتوحة – ديوان شعر 1964
- رالف في بوخارست
- قصائد
- إلى الباذنجانة الجديدة - 1976
- قصيدة تانجو ونصوص أخرى – 1978

## روابط خارجية
- أوسكار باستيور على موقع IMDb (الإنجليزية)
- أوسكار باستيور على موقع مونزينجر (الألمانية)
- أوسكار باستيور على موقع ديسكوغز (الإنجليزية)